# Teatr Układ Formalny
Teatr Układ Formalny — zespół teatralny działający nieprzerwanie od 2015 roku (formalnie od 21 października 2016 roku w formie fundacji).

## Historia
Teatr powołany w ramach Fundacji, Układ Formalny jest inicjatywą studentów i absolwentów Wrocławskich uczelni: Akademii Sztuk Teatralnych im. Stanisława Wyspiańskiego, Akademii Sztuk Pięknych im. Eugeniusza Gepperta, Akademii Muzycznej im. Karola Lipińskiego oraz Uniwersytetu Wrocławskiego.

### #enterorestes
Zespół scementowała nie tylko wspólna praca przy szkolnych egzaminach, ale przede wszystkim przekonanie, że teatr może być realnym narzędziem zmiany. Jak w spektaklu #enterorestes, który powstał w ramach Konkursu im. Jana Dormana zorganizowanego przez Instytut Teatralny im. Zbigniewa Raszewskiego w Warszawie i pod opieką Stowarzyszenia Artystów Bliski Wschód. W efekcie powstał spektakl dla widowni licealnej połączony z warsztatami, który w sezonie 2015/2016 został zagrany ponad trzydziestokrotnie w liceach w całej Polsce.

### Matka Courage krzyczy
Właśnie po tej realizacji twórcy Układu Formalnego postanowili powołać kolektyw, którego pierwsza premiera – Matka Courage krzyczy – została nagrodzona Tukanem OFF 37. Przeglądu Piosenki Aktorskiej we Wrocławiu. W oryginalnej przestrzeni jednego z wrocławskich squatów powstał spektakl balansujący na granicy reportażu i teatralności budowanej m.in. poprzez użycie Polskiego Języka Migowego i dostosowanie inscenizacji do odbioru przez osoby głuche.
Spektakl wciąga nas w wir permanentnej wojny – nierządu, gwałtów, tortur i mordów. Siedzimy jak zaklęci i pewnie nieraz myślimy, że jak dobrze, że możemy być jednie biernymi obserwatorami tych ludzkich tragedii. Jak aktorzy „prujący” się za złotówkę, tak matka Courage (świetna rola Joanny Gonschorek) „pruje się” jak tylko może, by ocalić córkę (Katarzyna Kłaczek) i dwóch synów (Przemysław Furdak i Piotr Bublewicz). W końcu tak jak inne liberyjskie matki w 2002 roku staje w milczącym proteście kobiet: „nie ruszymy się stąd, póki nie przestaniecie zabijać naszych synów i córek”.  — Daniel E. Groszewski, Dzielnice Wrocławia

### Kosmetyka Wroga
Kolejna premiera — Kosmetyka Wroga — została nagrodzona Grand Prix na XXIV Międzynarodowym Festiwalu Teatrów Niezależnych PRO CONTRA w Szczecinie oraz dwiema nagrodami podczas XVIII Festiwalu Teatrów Niezależnych GARDEROBA w Białołęckim Ośrodku Kultury.

### Program Podyplomowej Samoformacji Aktorskiej
„Wszyscy=bogowie we krwi” Teatru Układ Formalny to przedstawienie dla młodzieży. Więcej: to przedstawienie dla młodzieży grywane również po szkołach, w salach gimnastycznych – a kto robił takie rzeczy, wie, jak cholernie trudne jest to zadanie: zdobyć młodego widza na jego terenie, utrzymać jego uwagę wśród dzwonków i dogadywań kolegów. Zdziwiłbym się, gdyby Układowi Formalnemu w tej propozycji ktokolwiek w końcu nie uległ. […] To czysty teatr dramatyczny, ale operujący pomysłowym skrótem. To teatr słowa wypowiadanego ze zrozumieniem i powagą, choć nie bez popowych uwspółcześnień. […] Podium zaś należy się układowi za to, że – co niestety nieoczywiste – traktuje w swoim spektaklu młodzieżowego widza całkowicie poważnie. — Adam Karol Drozdowski, Kwartalnik Teatralny nietak!t
Niedługo po sformalizowaniu Układ Formalny przystąpił do projektu Program Podyplomowej Samoformacji Aktorskiej realizowanego przez Instytut im. Jerzego Grotowskiego we współpracy z PWST im. Ludwika Solskiego w Krakowie Filią we Wrocławiu (obecne AST im. Stanisława Wyspiańskiego). W ramach tego projektu od października 2016 roku do czerwca 2017 roku powstały cztery spektakle: Wszyscy=bogowie we krwi w reżyserii Grzegorza Grecasa, Piotruś Pan? w reżyserii zespołowej, Traktat o Androidach: God hates Poland w reżyserii Agnieszki Nasierowskiej i Grzegorza Grecasa oraz Koniec w reżyserii Agnieszki Nasierowskiej.
„Traktat…” zdaje się zadawać pytanie o to, jak bardzo jesteśmy samotni ze swoimi tabletami, smatfonami, kamerami i nieskończonym możliwościom technologicznym. Na ile jesteśmy prawdziwi? Dlaczego trudno przyznać się, że czasem tak bardzo pragniemy obecności drugiego człowieka, że jesteśmy w stanie zaprzyjaźnić się z mechanicznymi zamiennikami przyjaciela? Dlaczego nie potrafimy szczerze rozmawiać z bliskimi? Na przykładzie relacji głównego bohatera-pisarza z ojcem bardzo dokładnie wypunktowane są wszelkie braki. Choćby brak tolerancji, zaufania i krótkowzroczność. — Sabina Misakiewicz, Dzielnice Wrocławia

### #[+#@!? (słowo na G)
14 września 2017 roku odbyła się premiera #[+#@!? (słowo na G), spektaklu dla uczniów i nauczycieli gimnazjów, realizowanego w ramach 2. edycji Konkursu im. Jana Dormana. Spektakl ten, obok #enterorestes i Wszyscy=bogowie we krwi, to kolejny integralny z warsztatem ukłon w kierunku publiczności szkolnej. W 2018 roku spektakl brał udział w Ogólnopolskim Konkursie na Wystawienie Polskiej Sztuki Współczesnej.
[…] Nie ma tu prawd oczywistych, tylko zderzenie dwóch (co najmniej dwóch!) racji, dwóch sposobów myślenia, dwóch różnych wrażliwości. Taki ping-pong na argumenty, w który wplątane zostały osobiste urazy, strachy i preferencje. Bardzo ludzki spór o bardzo (nie)ludzkie zachowanie. […] Na całe szczęście Słowo na G nie jest spektaklem z tezą. Morału nie układa się tu w śpiewane rymowanki. I dobrze. Świetnie. Tylko w ten sposób powstaje odpowiedni materiał do dyskusji. — Henryk Mazurkiewicz, Kwartalnik Teatralny nietak!t
To wyjątkowo trudna forma pracy z młodzieżą – kształtowanie konkretnych postaw wobec groźnych sytuacji łatwo zamienić się może w moralizatorstwo. Choć zespół Układu Formalnego przyjeżdża do szkół z jasnym przesłaniem, znakomicie unika tego niebezpieczeństwa. Nie przedstawia świata w sposób naiwny czy uproszczony, przeciwnie – z uwagą przygląda się rozmaitym postawom i uwzględnia głosy wszystkich stron konfliktu. Ich praca robi tym większe wrażenie, że podjęty w Słowie na G temat należy do wyjątkowo trudnych […] — Szymon Kazimierczak, Teatr

### Spólnota
3 listopada 2018 roku odbyła się premiera spektaklu Spólnota realizowanego w ramach dotacji z Biura Programu Niepodległa.

## Sceny
Układ Formalny nie ma jeszcze stałej sceny. Spektakle prezentowane są głównie na scenach Instytutu im. Jerzego Grotowskiego.

## Twórcy

### Dramaturdzy współpracujący
Magdalena Drab (#[+#@!? (słowo na G))
Piotr Froń (Spólnota)
Grzegorz Grecas (Matka Courage krzyczy, Kosmetyka Wroga, Traktat o Androidach: God hates Poland)
Agnieszka Nasierowska (#enterorestes, Wszyscy=bogowie we krwi, Traktat o Androidach: God hates Poland, Koniec)
Xawery Zamachowsky (Koniec)

### Reżyserzy współpracujący
Grzegorz Grecas (#enterorestes, Matka Courage krzyczy, Kosmetyka Wroga, Wszyscy=bogowie we krwi, Traktat o Androidach: God hates Poland, #[+#@!? (słowo na G))
Agnieszka Nasierowska (Traktat o Androidach: God hates Poland, Koniec)
Marta Streker (Spólnota)

### Scenografowie współpracujący
Alex Aleksiejczuk (#enterorestes, Matka Courage krzyczy, Wszyscy=bogowie we krwi, Piotruś Pan?, Traktat o Androidach: God hates Poland, #[+#@!? (słowo na G), Spólnota)
Jan Głąb (Traktat o Androidach: God hates Poland, #[+#@!? (słowo na G), Spólnota)
Katarzyna Anna Leks (Spólnota)
Marianna Lisiecka (Koniec)
Iza Banaszek (Koniec)

### Muzycy współpracujący
Paweł Głosz (#enterorestes, Matka Courage krzyczy, Koniec)
Tymoteusz Witczak (#[+#@!? (słowo na G), Spólnota)

### Choreografowie współpracujący
Madi Rostkowska (Matka Courage krzyczy, Piotruś Pan?)

### Zespół aktorski
Wiktoria Czubaszek (Piotruś Pan?, Traktat o Androidach: God hates Poland, Spólnota)
Przemysław Furdak (#enterorestes, Matka Courage krzyczy, Wszyscy=bogowie we krwi, Traktat o Androidach: God hates Poland, Spólnota)
Jerzy Górski (Matka Courage krzyczy, Wszyscy=bogowie we krwi, Traktat o Androidach: God hates Poland, Spólnota)
Paulina Mikuśkiewicz (Wszyscy=bogowie we krwi, Traktat o Androidach: God hates Poland, Koniec, #[+#@!? (słowo na G))
Adam Michał Pietrzak (Kosmetyka Wroga, Wszyscy=bogowie we krwi, Traktat o Androidach: God hates Poland, Koniec, #[+#@!? (słowo na G), Spólnota)
Maciej Rabski (Kosmetyka Wroga, Matka Courage krzyczy, Wszyscy=bogowie we krwi, Piotruś Pan?, Traktat o Androidach: God hates Poland, #[+#@!? (słowo na G))

### Aktorzy współpracujący
Anna Andrzejewska (Traktat o Androidach: God hates Poland, Koniec)
Piotr Bublewicz (#enterorestes, Matka Courage krzyczy)
Joanna Gonschorek (Matka Courage krzyczy, Piotruś Pan?)
Katarzyna Kłaczek (Matka Courage krzyczy)
Igor Kujawski (Spólnota)
Magdalena Lamża (#[+#@!? (słowo na G))
Karolina Micuła (Spólnota)
Agata Obłąkowska (Spólnota)
Paweł Palcat (Matka Courage krzyczy)
Kacper Pilch (Wszyscy=bogowie we krwi)
Malwina Magdalena Rusów (#enterorestes, Traktat o Androidach: God hates Poland, #[+#@!? (słowo na G))
Krzysztof Satała (#[+#@!? (słowo na G))
Olga Żmuda (Piotruś Pan?, Traktat o Androidach: God hates Poland)

### Specjaliści projektów edukacyjnych
Żenia Aleksandrowa (#[+#@!? (słowo na G))
Zofia Domaradzka (#[+#@!? (słowo na G))
Sylwia Patrycja Olesińska (#[+#@!? (słowo na G))
Monika Wolińska (#enterorestes, #[+#@!? (słowo na G))

### Produkcja
Piotr „Melchior” Torchała (Wszyscy=bogowie we krwi, Piotruś Pan?, Traktat o Androidach: God hates Poland, Koniec, #[+#@!? (słowo na G), Spólnota)